# Суханово (Шелковська волость)
Суханово (рос. Суханово) — присілок в Великолуцькому районі Псковської області Російської Федерації.
Населення становить 381 особу. Входить до складу муніципального утворення Шелковська волость.

## Історія
Від 2014 року входить до складу муніципального утворення Шелковська волость.

## Населення
| 2001 | 2002 | 2010 |
| ---- | ---- | ---- |
| 379  | ↘375 | ↗381 |